# Hug You Hardcore
«Hug You Hardcore» es un sencillo de la banda finlandesa de hard rock Lordi, que fue publicado el 26 de agosto de 2016. Es el primer sencillo del álbum Monstereophonic (Theaterror vs. Demonarchy).

## Lista de canciones
- Hug You Hardcore (03:40)

## Créditos
- Mr. Lordi (vocalista)
- Amen (guitarra)
- OX (bajo)
- Mana (batería)
- Hella (piano)